# Linka 11 (metro v Paříži)
Linka 11 je jedna z linek pařížského metra. V systému MHD se označuje hnědou barvou. Na 11,7 km dlouhém úseku se nachází 19 stanic. V roce 2009 přepravila 47 milionů cestujících, což je oproti roku 2000 nárůst o 18 %.

## Charakter linky
Spojuje jeden z hlavních přestupních bodů v Paříži – Châtelet – se severovýchodní částí města. Druhá konečná stanice Rosny – Bois-Perrier se nachází ve městě Rosny-sous-Bois.

## Historie

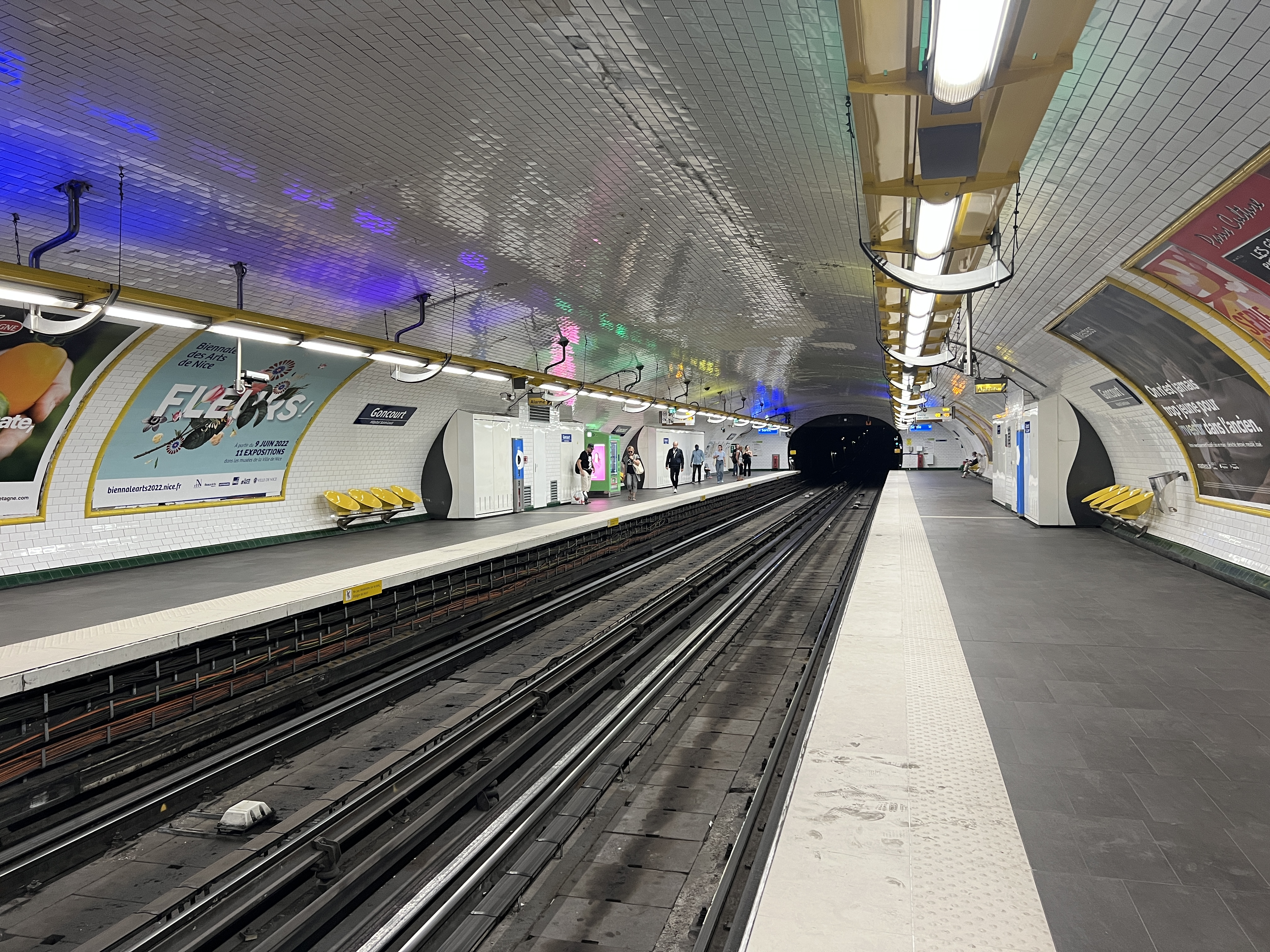
Stanice metra Goncourt

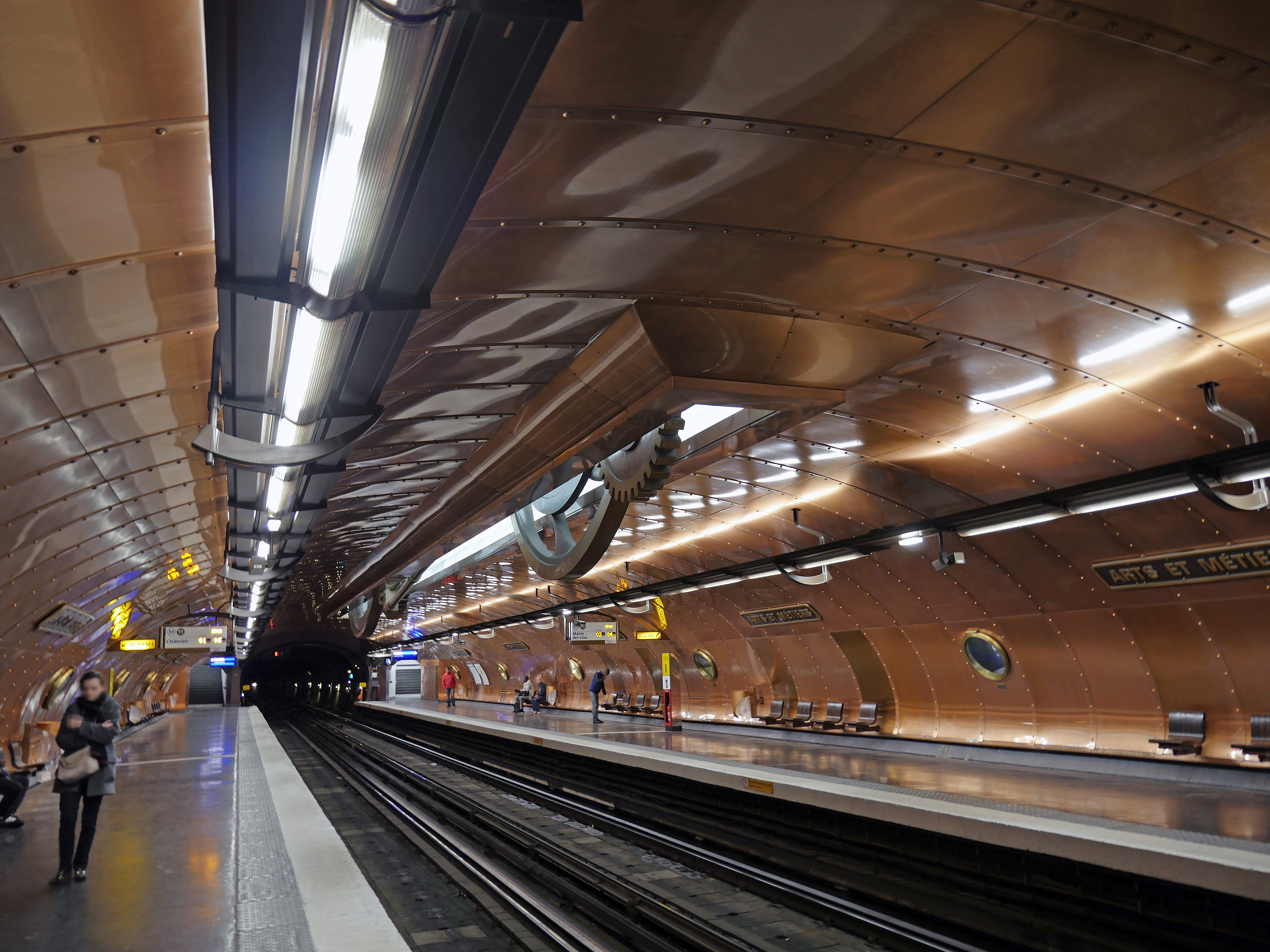
Stanice Arts et Métiers

Plán linky 11

Tato trať nebyla na rozdíl od ostatních linek metra zahrnutá v prvních plánech z 19. století. Vznikla ve 30. letech 20. století jako náhrada za tramvajovou lanovku v Belleville a zároveň také jako modernizace tohoto dopravního směru. Její zřízení bylo odhlasováno již 29. prosince 1922 a existovaly různé varianty na spojení severovýchodu města s centrem. Stavební práce byly zahájeny v září 1931 a pro veřejnost byla otevřena 28. dubna 1935 v úseku Châtelet – Porte des Lilas. Dne 17. února 1937 byla trať prodloužena do stanice Mairie des Lilas. Protože byla linka 11 postavena až po ostatních linkách, musela být vedena ve větší hloubce pod nimi.
Dne 13. listopadu 1956 byly na trati oficiálně představeny vlaky s pneumatikami a o pět dní později byly nasazeny do provozu.
Dne 9. února 2011 rada STIF odsouhlasila rozvoj sítě veřejné dopravy. Jednou z nových tratí bylo prodloužení linky 11 ze stanice Mairie des Lilas východním směrem do města Rosny-sous-Bois. o délce 5,4 kilometru.  K otevření úseku došlo 13. června 2024. Vzniklo šest nových stanic.